# Gorakshep
El Gorakshep (en nepalí: गोराशप) es un área con un lago congelado cubierto de arena en Nepal, y también el nombre del pequeño pueblo que se encuentra en su borde a 5.164 m (16.942 pies) de altitud, cerca del Monte Everest. El pueblo no está habitado durante todo el año.
A pesar de las instalaciones en Gorak Shep son básicas, en los últimos tiempos las comodidades más modernas se han tornado disponibles, tales como el acceso a Internet por satélite de alta velocidad. Hay un amplio espacio abierto plano para el establecimiento de tiendas de campaña en Gorak Shep.
Gorak Shep está dentro del Parque nacional de Sagarmatha, donde habita el pueblo Sherpa, famoso por sus habilidades como guías y montañistas. Es la última parada en la mayoría de los recorridos comunes al campamento base del Everest desde Lukla, a raíz de lo que el Dalái lama llamó "los pasos al cielo". Gorakshep es el último pueblo con alojamiento en la caminata del campamento base del Everest.

Gorakshep
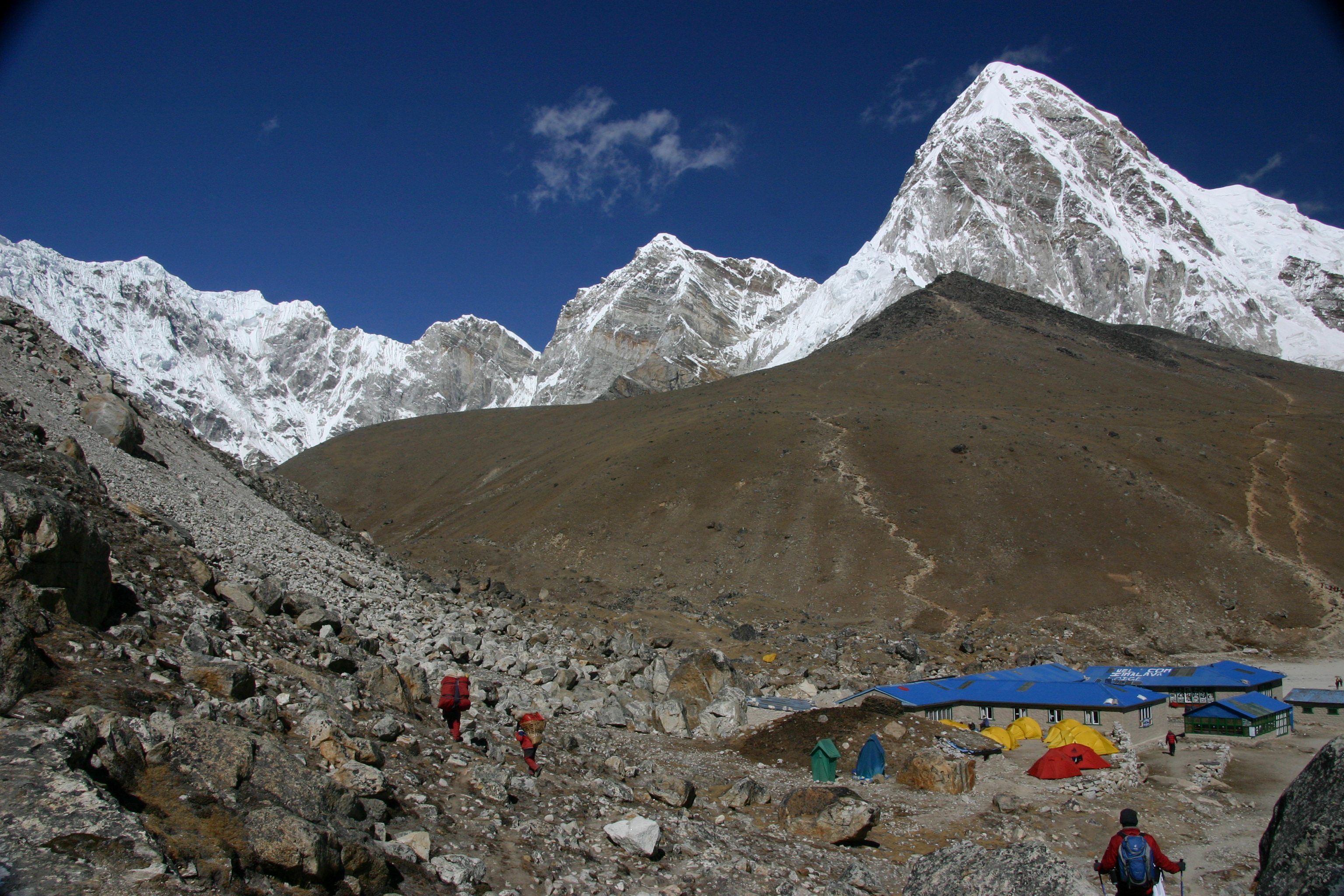
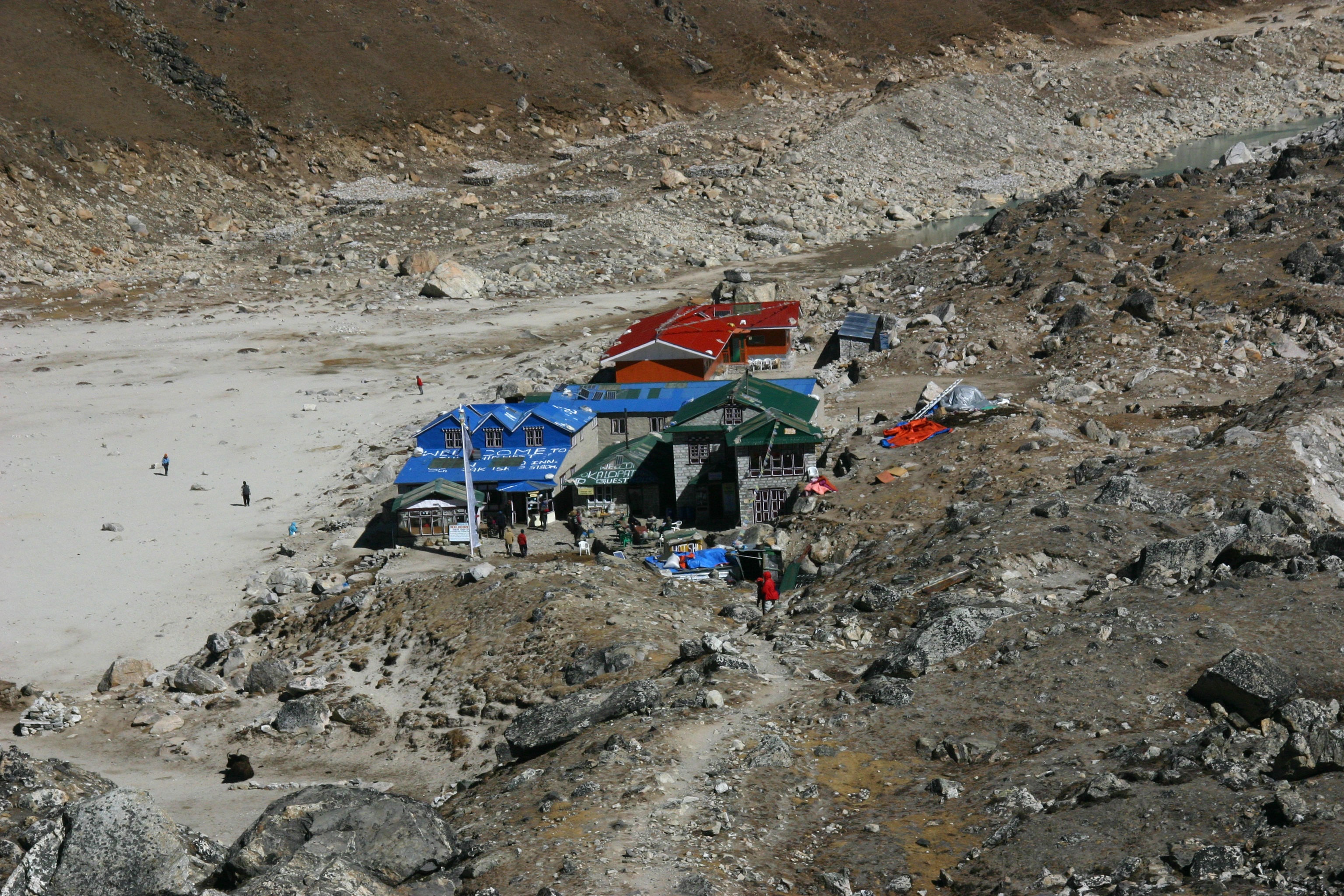
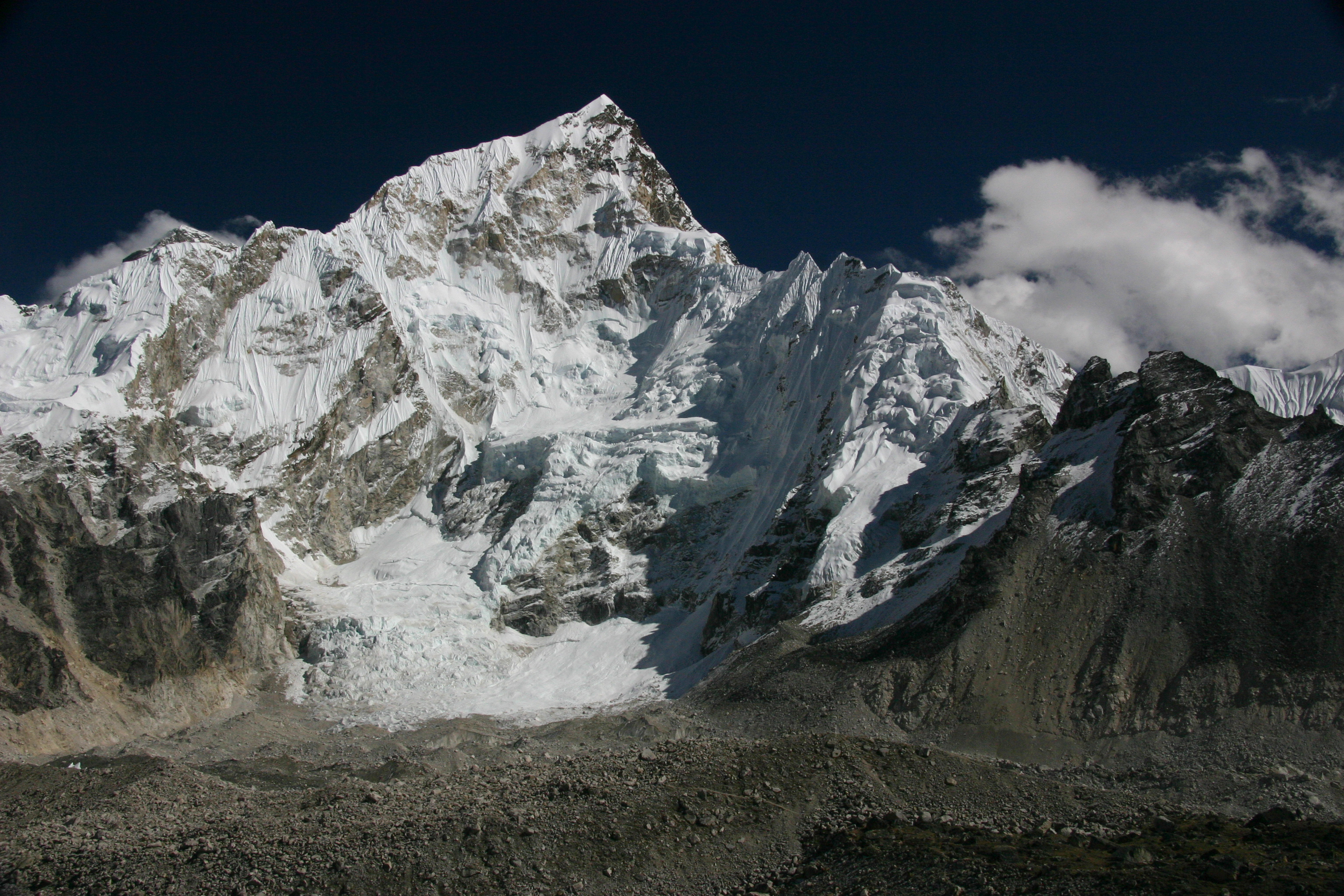